# Didemnum bimasculum
Didemnum bimasculum är en sjöpungsart som beskrevs av Monniot 1995. Didemnum bimasculum ingår i släktet Didemnum och familjen Didemnidae. Inga underarter finns listade i Catalogue of Life.